# Один в темноте (фильм, 2005)
«Один в темноте» (англ. «Alone in the Dark») — мистический триллер кинорежиссёра Уве Болла, снятый по мотивам серии игр «Alone in the Dark» компании Infogrames. Главные роли в картине исполнили Кристиан Слейтер и Тара Рид.
Слоган фильма «Can mankind defeat the army of darkness unleashed by an ancient evil cult?» (в переводе с англ. — «Сможет ли человечество победить армию тьмы, высвобожденную древним культом зла?»)
Премьера фильма состоялась 28 января 2005 года. Картине был присвоен рейтинг R. 

## Сюжет
Бюро 713 было создано для изучения паранормальных явлений. Его ведущий сотрудник профессор Хадженс в ходе очередной экспедиции подвергается нападению своего помощника, в результате  его эксперименты с потусторонними силами выходят из-под контроля, и теперь всему миру грозит смертельная опасность. Демоны тьмы, освободившиеся от тысячелетних оков, жаждут власти над миром.
Один из бывших сотрудников бюро Эдвард Карнби становится невольным участником этой битвы за будущее всего человечества. Он пытается выяснить, что произошло с ним в детстве, от чего остались лишь смутные тревожные воспоминания, и это расследование приводит его к древним артефактам индейцев Абкани, чья цивилизация давно исчезла с лица земли по непонятным причинам. Именно эти артефакты могут либо спасти, либо погубить человечество.
В одиночку Карнби бессилен против нечисти. И тогда к детективу присоединяется его бывшая возлюбленная Эйлин, гениальный учёный-антрополог с фантастической памятью, очаровательное юное создание, и бывший коллега по Бюро 713 Бёрк. Но никто из этого одинокого отряда, проникшего в логово сил тьмы, и не подозревал, с какими ужасами придётся столкнуться...

## В ролях
| Актёр            | Роль           |
| ---------------- | -------------- |
| Кристиан Слейтер | Эдвард Карнби  |
| Тара Рид         | Элин Седрак    |
| Стивен Дорфф     | Ричард Бёрк    |
| Фрэнк С. Тёрнер  | Сэм Фишер      |
| Мэттью Уолкер    | Лайнел Хедгерс |
| Дэррен Шахлави   | Джон Диллон    |
| Уилл Сэндерсон   | агент Милс     |
| Дэниел Кадмор    | агент Барр     |
| Ху Сунг Пак      | агент Марко    |
| Майк Допуд       | агент Тёрнер   |
| Дин Редман       | агент Ричардс  |
| Карин Коновал    | сестра Клара   |
| Брендан Флетчер  | Таксист        |

## Награды и номинации
| Год  | Премия         | Категория       | Номинант | Результат |
| ---- | -------------- | --------------- | -------- | --------- |
| 2004 | Золотая малина | Худшая актриса  | Тара Рид | Номинация |
| 2004 | Золотая малина | Худший режиссёр | Уве Болл | Номинация |